# Dragon Ball
Pour les articles homonymes, voir Dragon Ball (homonymie).
Autre
Dragon Ball (ドラゴンボール, Doragon Bōru, litt. Dragon Ball) est un manga d'Akira Toriyama prépublié dans le magazine Weekly Shōnen Jump du 20 novembre 1984 au 23 mai 1995 et édité  par Shūeisha en 42 volumes reliés du 10 septembre 1985 au 4 août 1995. Glénat publie l'édition française depuis février 1993.
L'histoire est inspirée de La Pérégrination vers l'Ouest de Wu Cheng'en, roman chinois de la fin du XVIe siècle. Dragon Ball raconte le parcours de Son Goku, un garçon à queue de singe, depuis l'enfance jusqu'à l'âge adulte, où il est amené à explorer le monde à la recherche des Dragon Balls, des boules de cristal permettant d'exaucer des vœux. Tout au long de ses aventures, il va combattre des adversaires de plus en plus forts, dont certains deviendront des alliés ou des compagnons.
Avec plus de 160 millions d'exemplaires publiés au Japon et 260 millions à travers le monde, Dragon Ball est l'un des mangas les plus vendus. Dragon Ball s'inscrit dans la culture de masse en tant que phénomène culturel ; de nombreux films, jeux vidéo et autres produits dérivés en sont issus. 
Le manga a été adapté et divisé en deux séries animées produites par Toei Animation, Dragon Ball et Dragon Ball Z, qui ont été diffusées au Japon de 1986 à 1996, et en France de 1988 à 1996 dans le Club Dorothée. De plus, le studio a développé 21 longs métrages d'animation, ainsi que trois suites, Dragon Ball GT, Dragon Ball Super et Dragon Ball Daima.

## Trame

### Synopsis
Dragon Ball met en scène les aventures de Son Goku, un garçon à la queue de singe et au bâton rouge inspiré du conte traditionnel chinois La Pérégrination vers l'Ouest. Son Goku est un jeune garçon d'une force extraordinaire, à l'esprit simple et pur. Il vit seul, après la mort de son grand-père adoptif, sur une montagne et en pleine nature, dans un paysage ayant les caractéristiques d'une forêt sauvage. Un jour, il rencontre Bulma, une jeune fille de la ville, très intelligente mais immature et impulsive. Elle est à la recherche des sept boules de cristal légendaires appelées Dragon Balls. Dispersées sur la Terre, ces Dragon Balls, une fois réunies, font apparaître Shenron, le Dragon sacré, un être immatériel qui exauce le souhait de la personne l'ayant invoqué. Son Goku est en possession de la boule à 4 étoiles, qui lui a été léguée par son grand-père adoptif, Son Gohan et qu’il vénère en son souvenir. Se souvenant de la recommandation de son grand-père, lui disant d’être gentil avec les filles, Son Goku accepte d'aider Bulma. Il conserve sa propre boule, acceptant uniquement de la prêter à Bulma le temps qu’elle exauce son vœu. Au cours de leur parcours initiatique, ils font de nombreuses rencontres. Son Goku, qui n'était jamais sorti de sa forêt, est amené à suivre un apprentissage auprès de maîtres comme Maître Muten Roshi ou Maître Karin et à participer à plusieurs championnats du monde d'arts martiaux (Tenkaichi Budokai).

### Histoire et évolution
La recherche des Dragon Balls éponymes est un élément unificateur de l'intrigue qui accompagne la progression de Goku en tant qu'artiste martial. Elles constituent une composante de l'univers narratif, mais ne sont toutefois pas au centre de toutes les intrigues. Leur importance tend à décroître au fil du récit, ainsi que les interrogations à propos du souhait qui sera formulé. En effet, le temps passant, elles n’ont plus pour rôle que de ressusciter les personnages morts au cours de la bataille précédente. Une fois le souhait exaucé par Shenron, les Dragon Balls sont à nouveau dispersés dans le monde entier et deviennent inertes pendant un an. Si, autrefois, il fallait des générations pour parcourir le monde et rassembler les Dragon Balls, le radar spécial inventé par Bulma au début de l’aventure rend la quête beaucoup moins fastidieuse.
L'histoire de Dragon Ball se déroule progressivement au cours des 11 années de publication. Le ton et le style des histoires changent progressivement pour refléter les goûts des lecteurs et des éditeurs de Shōnen Jump au Japon. Les premiers volumes du manga (chapitres 1 à 134) sont avant tout des histoires fantastiques et humoristiques contenant quelques éléments mineurs de science-fiction, à la manière de Dr Slump. Parmi les éléments fantastiques notables figurent non-seulement le garçon-singe Goku et les Dragon Balls éponymes, mais également de nombreux personnages d'animaux parlants, des techniques d'arts martiaux improbables et l'identification des personnages en tant que dieux et démons. Malgré les éléments fantastiques, le monde de la série contient des éléments de science-fiction, avec des objets quasiment magiques, qui sont présentés comme des innovations technologiques (illustrant la troisième loi de Clarke selon laquelle une technologie suffisamment avancée est indiscernable de la magie). Parmi ces objets, on peut citer notamment les capsules hoi-poi, des capsules compactes pouvant stocker presque tous les objets, y compris d'un volume considérable (comme une voiture, une maison ou un avion). L’ambiance générale des premiers volumes est légère, avec peu de morts et un accent sur l’aventure et l’humour.
Un changement d'humeur subtil mais significatif commence avec l'arc du roi Piccolo (chapitres 135 à 194), dans lequel le manga prend une tonalité plus sombre qu'au cours des volumes précédents, en particulier à partir de la mort de Krilin, plus proche ami de Goku, premier de nombreux décès qui surviennent dans cet arc. Il établit le schéma général et les éléments récurrents qui structureront ensuite les arcs ultérieurs.
Au début de l'arc Saiyan (chapitres 195 à 241), Dragon Ball achève sa transformation radicale, devenant un manga basé sur l'action et des combats de plus en plus violents. Cela correspond au passage de « Dragon Ball » à « Dragon Ball Z » dans l'adaptation télévisuelle. À partir de l'introduction du premier fils de Goku, nommé Gohan, les intrigues deviennent beaucoup plus sérieuses et résolument orientées vers la science-fiction. Par un procédé systématique de continuité rétroactive, de nombreux personnages initialement supposés avoir des origines surnaturelles, notamment Goku et Piccolo, se révèlent être des extraterrestres venus de lointaines planètes. Dès lors, les voyages intersidéraux, les menaces extra-terrestres et celles de puissants cyborgs et androïdes vont occuper une place centrale du scénario, supplantant les ennemis humains et les animaux parlants de la première série.
Après la défaite de Vegeta et la conclusion de l’arc des Saiyans, les survivants de la violente attaque de la planète Saiyan se rendent sur la planète Namek pour ressusciter leurs amis. Ainsi commence l'arc de Freezer (chapitres 242 à 329), notable pour avoir introduit le premier Super Saiyan (Goku présentant une chevelure dorée après avoir intensifié son aura jusqu'à son paroxysme, déployant alors un potentiel combatif insoupçonné), concept faisant désormais partie des éléments emblématiques de la série. Cette partie donne également le ton des évolutions ultérieures en présentant des personnages dont la puissance croît de façon exponentielle, avec la généralisation de la quantification du « potentiel de combat » (mesure fictive de la vitesse et de la force d’un combattant, matérialisée à l'origine par un détecteur oculaire dont sont équipés les Saiyans).
L'arc Android (chapitres 330 à 420) présente Trunks, un mystérieux combattant mi-Saiyan mi-humain issu d'un futur alternatif post-apocalyptique dans lequel tous les combattants ont été tués par des machines de guerre diaboliques, apparemment invincibles, appelées cyborgs. Parmi elles, se trouve l'énigmatique et vil Cell, cyborg constitué à partir des cellules de la plupart des héros ainsi que certains de leurs plus puissants adversaires. Cet arc est remarquable pour être le seul dans lequel Goku ne vainc pas l'ennemi principal : c'est en effet son fils Gohan qui l’emporte sur Cell, alors que Goku s'est sacrifié et le guide sous la forme d'un ange. Dans cet arc, pour emporter la victoire, Gohan dépasse le niveau de Super Saiyan et atteint le stade de Super Saiyan 2.
Après sa mort, Goku est autorisé à garder son corps et à s'entraîner dans l'Autre Monde. Sept années passent et Goku devient plus fort, tandis que la puissance de Gohan diminue, celui-ci se concentrant sur ses études. Baba la voyante permet à Goku de revenir sur Terre pour un jour, marquant le début de l’arc Majin (chapitres 421 à 519), le dernier arc du manga. Le début de cet arc final se concentre sur un Gohan adolescent. Tous les Saiyans parviennent au moins à atteindre le niveau de Super Saiyan. Gohan peut toujours atteindre le niveau Super Saiyan 2, tandis que Goku et Vegeta parviennent également à déclencher cette transformation. Un niveau supérieur, Super Saiyan 3, est atteint par Goku, puis par Gotenks, fusion entre Son Goten (deuxième fils de Son Goku) et le jeune Trunks. Le concept de fusion fait son apparition dans la série, permettant de générer des personnages transitoires à la puissance encore considérablement accrue : ainsi Goten et Trunks fusionnent pour former Gotenks, tandis que la fusion entre Goku et Vegeta constitue le personnage le plus puissant de Dragon Ball : l’invincible Vegito. Au cours de cette partie, le déjà surpuissant Majin Buu parvient encore à augmenter son pouvoir en absorbant Gotenks, Piccolo et Gohan. Majin Buu réussit également là où les précédents ennemis Végéta, Freezer et Cell avaient précédemment échoué, en détruisant la Terre. La Terre et tous les êtres qui s'y trouvaient au moment de sa destruction sont par la suite restaurés à l'aide des Dragon Balls Namekian, et Kid Buu est détruit par la bombe spirituelle de Goku.
Kid Buu est réincarné en un être humain de pur bien appelé Uub. Goku, Végéta et M. Satan sont téléportés sur Terre pour retrouver leurs amis et leurs familles. Dix ans plus tard, Goku demande au « bon Buu » de tricher pour que Goku et Uub puissent s'affronter en duel. Après le duel, Goku décide d'aller au village d'Uub pour que ce dernier puisse développer son potentiel et pouvoir organiser dans l’avenir un nouveau duel pour décider qui est le combattant le plus puissant de l'univers. Le village d'Uub reçoit plus tard de l'argent de M. Satan. En conclusion du manga, la plupart des personnages réunis (à l'exception de personnages mineurs) adressent un signe aux lecteurs et un grand panneau « THE END » est visible.

## Personnages
La galerie de personnages de Dragon Ball est foisonnante. L'apparition progressive de nouveaux personnages se fait souvent au détriment de plus anciens qui passent au second plan voire disparaissent, en particulier pour les Terriens, dont les capacités se retrouvent dépassées par le niveau de puissance de leurs adversaires. Quelques-uns cependant tiennent une place importante tout au long de l'histoire.
Son Goku est le personnage principal des dix-sept premiers tomes de Dragon Ball. Jeune enfant robuste mais naïf au début de l'aventure, il n'a de cesse de dépasser ses limites et acquiert en grandissant de formidables pouvoirs ainsi qu'un immense orgueil de combattant (caractéristique de sa race) qui l'amène parfois à prendre des risques inconsidérés pour savourer la joie d'affronter un adversaire extraordinaire ayant atteint son plein potentiel. Il se révèle être un extraterrestre, membre du peuple des « Saiyan », essentiellement constitué de guerriers redoutables, ayant la capacité de transformer leur apparence en singes géants au pouvoir destructeur considérable.
Bulma permet à Son Goku de découvrir le monde en partant à la recherche des Dragon Balls ; bien que ne sachant pas se battre, elle garde une place importante tout au long de l'aventure grâce à ses talents d'inventeuse.
Les deux font par la suite connaissance de Kamé Sennin (dit Maître des Tortues ou « Tortue Géniale »), qui devient le premier maître de Son Goku. Celui-ci gardera jusqu'à la fin de l'histoire la tunique distinctive de l'école des tortues, en signe de respect. Kamé Sennin est le créateur de la technique principale de Goku : le Kamé Hamé Ha, qui consiste à concentrer son Ki puis à projeter une vague d'énergie avec les mains. Son Goku suit un entraînement très rigoureux avec un autre jeune disciple, Krilin, qui devient son plus proche ami au cours de l'histoire. Des années plus tard, Son Goku et son épouse Chichi donnent naissance à leur premier fils nommé Son Gohan. D'abord timide et pacifiste, celui-ci gagne en importance et en combativité au fil du récit, jusqu'à devenir le personnage principal de certains arcs tardifs de la série.
Plusieurs adversaires importants deviennent progressivement des alliés. Parmi eux, Piccolo, le fils de la partie démoniaque d'un extraterrestre originaire de la planète Namek devenu le Tout-Puissant (le dieu de la Terre), et Vegeta, le prince des Saiyans, de nature cruelle et violente de prime abord, devenu un allié de circonstance, puis définitivement intégré dans le groupe des héros jusqu'à s'unir avec Bulma. Il entretient tout au long de l'histoire une rivalité avec Son Goku qu'il considère comme un rival à dépasser. Freezer, Cell et Boo sont les trois principaux adversaires de la seconde partie de la série. Cependant, le Boo « gentil » se rangera du côté des protagonistes après avoir été physiquement séparé de sa part de vice, tandis que le Boo maléfique sera vaincu par Son Goku et réincarné en Oob, petit garçon gentil, timide et puissant que Son Goku prendra pour disciple.

## Univers
Les personnages évoluent sur une représentation fictive de la planète Terre (le nom « Terre » est plusieurs fois prononcé dans les mangas) ainsi que dans divers lieux de l'univers, et également dans des lieux mystiques comme le séjour des morts. On aperçoit brièvement la Lune dans les premiers tomes, mais le premier lieu insolite que l'on rencontre est l'au-delà. Son Goku s'y retrouve après son combat contre Raditz, à l'issue duquel il s'est sacrifié, dans le palais du roi Enma, sorte de Purgatoire, où les âmes sont dirigées vers le Paradis ou l'Enfer. Son Goku gagne le privilège d’aller ailleurs : il emprunte le chemin du serpent, voie longue d'un million de kilomètres qui passe juste au-dessus de l'Enfer, pour se rendre chez Maître Kaio du Nord, un des quatre Kaio cardinaux, sous la protection duquel se trouve la Terre. La planète de Maître Kaio est un rocher sphérique, d'une centaine de mètres de circonférence environ, mais dont la gravité est dix fois plus élevée que sur la Terre. Il y vit avec Bubbles, son chimpanzé, et Grégory, son criquet (ce dernier n'est présent que dans l'anime).
Après la victoire de Son Goku, Son Gohan, Krilin et Yajirobé face à Vegeta, les héros se rendent sur la planète Namek, terre d'origine de Piccolo et du Tout-Puissant. C'est une planète très peu peuplée, éclairée par plusieurs soleils. Il n’y fait jamais nuit, sauf lorsqu'est invoqué le dragon Porunga, homologue du dragon Shenron. Le ciel est vert, et sa couleur se reflète dans les grandes étendues d'eau, donnant une atmosphère étrange à la planète. La végétation est très éparse, et du peu que l'on en voit, la faune est surtout aquatique (poissons géants semblables a des baleines, grenouilles dotées d'antennes). La planète est détruite par Freezer, mais les Nameks trouvent refuge sur une planète très semblable, que l'on peut voir dans l'OAV 6 et plus tard dans l'histoire lorsque Son Goku viendra chercher Dendé pour que ce dernier devienne dieu de la Terre.
Durant la saga Boo, Son Goku et Vegeta se battent contre le Boo originel au Kaioshinkai, le royaume des Kaio shins, situé au-dessus du Paradis, où aucun mortel ne peut théoriquement se rendre. Ce monde présente peu voire pas de végétation, si ce n'est de l'herbe. Son ciel est pourpre.
De nombreux autres mondes n'apparaissent que dans le dessin animé. Ainsi, si dans le manga Son Goku ne fait qu'une brève visite aux Nameks sur leur nouvelle planète, le film 6 y consacre une aventure entière. Le film 8 nous montre la nouvelle planète Vegeta, une planète d'apparence luxuriante mais qui n'est en réalité qu'un désert stérile et rocailleux. Le film 10 montre la planète Vegeta, mais aussi, brièvement, la planète Milt et la planète Kanasa. Le film 11 se passe sur la Terre, mais à une époque différente. Le film 12 nous montre en détail l'enfer, où Vegeta et Son Goku y combattent Janemba. Et enfin, le film 13 laisse brièvement entrevoir Konut, la planète natale de Tapion. Enfin, la troisième série animée, Dragon Ball GT se déroule dans une multitude de mondes différents.

## Production

### Inspiration et création
Dragon Ball trouve sa première inspiration dans le conte chinois tao-bouddhiste La Pérégrination vers l'Ouest,. La série conserve plusieurs éléments comme le nom du héros : Son Goku (référence au roi des singes de la légende) et les objets magiques comme le nuage de transport (Kinto-un), le bâton de combat extensible (Nyoï-Bô) et l'éventail (Basshô). Dragon Ball, ou tout du moins Son Goku, existe dans l'esprit d'Akira Toriyama depuis très longtemps : les premières ébauches de l'adaptation de ce conte, nommées Gum Gum Punch Songoku! et Journey to West, ont été réalisées alors qu'il n'était pas encore un mangaka confirmé. Bulma et Oolong, figurent déjà dans ces histoires. Dragon Boy et Tongpoo, des histoires courtes réalisées juste avant Dragon Ball, sont aussi assez proches des aventures de Son Goku.
Passionné par les films de Jackie Chan, Akira Toriyama a en tête d'écrire une histoire fondée sur le kung-fu[réf. nécessaire]. En juin 1983, il imagine un court manga du nom de Dragon Boy, racontant l'histoire d'un jeune guerrier qui escorte une princesse et qui est aidé par un petit dragon sortant d'une boule de cristal. Le succès de ce manga l'incite à mettre un terme à Dr Slump et l'inspire pour créer une nouvelle série Dragon Ball.
Akira Toriyama n'est pas le premier auteur à s'être inspiré du conte La Pérégrination vers l'Ouest. Osamu Tezuka, mangaka, sort préalablement La Légende de Songoku en 1952. On y retrouve notamment des éléments similaires, comme le personnage à la queue de singe, le nuage volant ou encore le bâton magique télescopique. Au-delà de ces éléments et quelques autres, les deux séries restent très différentes l'une de l'autre.

### La publication
Lors de la publication des premiers volumes, le manga n'était pas très populaire[Où ?]. Les premiers chapitres ont été un succès en raison de l'influence du manga précédent de Toriyama, Dr. Slump, mais les ventes ont très vite chuté et le manga est alors classé quinzième dans les résultats de l’enquête[Laquelle ?]. Toriyama, responsable de la série, considère que la cause de l’impopularité est que : « Le personnage principal est simple. » Toriyama oriente le thème vers un « personnage principal poursuivant la force ». De cette idée, il crée un arc narratif autour de l’entraînement. Il réduit le nombre de personnages secondaires. Maître Roshi est présenté comme un maître d'arts martiaux et Krilin devient le premier rival. Krillin, qui a une personnalité rusée contraste avec Goku, au caractère honnête et naïf. Le caractère de Son Goku commence à s’affirmer avec le Tenkaichi Budokai et sa popularité augmente rapidement. Au même moment Fuji Television approche Shūeisha, conduisant à une adaptation en anime.
Dragon Ball s’est vendu à plus de cinquante millions d'exemplaires (50 977 000 exemplaires).
En 1991, la popularité du manga atteint son apogée, alors que le scénario se concentre sur l'arc Freezer. Dragon Ball obtient 815 votes sur 1 000 lors du sondage du Weekly Shonen Jump. Il conserve par la suite sa position dans Jump[Quand ?]
La série remporte la première place dans l'enquête auprès des lecteurs de l'édition Tenkaichi Budokai[Quand ?], qu’elle conserve jusqu'à la fin de la publication. Sa popularité transcende les frontières du manga, et le 47e épisode de l'anime Dragon Ball obtient la plus haute audience de 29,5% lors de sa diffusion en 1987[réf. nécessaire]. Le jeu sur NES Dragon Ball: Mystery of Shenron a enregistré des ventes de 1,2 million d'exemplaires[réf. nécessaire].
En 1995, Toriyama plaide pour l’arrêt de la série. Celle-ci demande une coordination importante, des préparatifs et des décisions de gestion pour minimiser l’impact sur les performances des différentes sociétés. Plus tard, Toriyama déclare à propos de l'arc Buu : « C'est une série de combats si intenses que même moi, qui dessine des mangas, je les déteste. Maintenant que je suis un vieil homme souffrant d'hypertension artérielle qui aime la nourriture fade. ». Il ajoute « Après cela, j'ai perdu l'envie de dessiner des mangas sur les combats. ». Nobuhiko Horie, rédacteur en chef, est informé tardivement de l’accord conclu entre Toriyama et Torishima.[réf. nécessaire]
Selon Shigeo Nishimura, ancien rédacteur en chef du Weekly Shonen Jump, le tirage de 6 millions d'exemplaires, jusqu’alors stable, chute immédiatement après la fin de la série.[réf. nécessaire]

### L'aprèsDragon Ball
En 1996, Toei Animation décide de donner une suite à Dragon Ball Z. Dragon Ball GT prolonge les aventures des personnages créés par Akira Toriyama pendant 64 épisodes inédits, non adaptés du manga. Akira Toriyama n'en écrit pas l'histoire mais participe néanmoins à la création du design de certains personnages. De ce fait, Dragon Ball GT ne fait pas partie de la chronologie officielle de l'œuvre ; il s'agit d'une sorte de suite alternative au manga. L'auteur quant à lui conçoit des incursions des personnages de Dragon Ball qu'il affectionne le plus dans sa nouvelle œuvre Neko Majin. En 2006, il réalise Cross Epoch, un mélange entre Dragon Ball et One Piece, en collaboration avec Eiichirō Oda.
En 2008, l’anime Dragon Ball : Salut ! Son Gokû et ses amis sont de retour !! célèbre le retour des personnages à l'écran pour une aventure inédite. Le 1er avril 2009 sort Dragonball Evolution, l'adaptation cinématographique américaine du manga, réalisée par James Wong et Dragon Ball Z Kai, remasterisation de Dragon Ball Z. Cette nouvelle version de la série animée Dragon Ball Z diffère de l'original, d’une part techniquement en étant réalisée en format HD, mais aussi en se voulant le plus fidèle possible au manga d'origine. Elle expurge toutes les longueurs rajoutées par la production lors de l'adaptation, et est composée de 167 épisodes pour la version internationale et 159 pour la version japonaise (la série originale en faisait 291). Sous la pression des diffuseurs américains de la série[réf. nécessaire], cette dernière a été légèrement censurée lors des premiers épisodes, dès la sortie japonaise. Toutefois, cette censure semble avoir disparu dans les épisodes plus récents. Cette absence de censure lors des sagas Freezer et les cyborgs est perceptible.[réf. nécessaire]
Toriyama a ensuite réalisé le manga Jaco the Galactic Patrolman en 2013, préquelle à Dragon Ball. On y croise notamment le Docteur Brief, sa femme et leurs deux filles, Bulma et Tights,.
Une suite au manga est créée sous le titre Dragon Ball Super. Cette série, dont le scénario est supervisé par Akira Toriyama, prend place quelque temps après la mort de Majin Buu, juste avant la conclusion du manga et de la série Dragon Ball Z. La version animée comporte 131 épisodes et est diffusée à partir du 5 juillet 2015 au Japon et du 17 janvier 2017 en France, tandis qu'une version manga par Toyotarō est publiée depuis juin 2015.
Enfin, la série animée Dragon Ball Daima est créée en 2024 à l'occasion du 40e anniversaire de la franchise.

## Manga

### Dragon Ball

Logotype de la première édition japonaise et de l'édition coffret française de Dragon Ball.

Le manga Dragon Ball est publié pour la première fois en France en février 1993 dans une édition presse paru en kiosque sous forme de demi volume, suivi par une édition tome sorti en librairie à partir du 17 mai 1993 aux éditions Glénat. Cette première version est traduite par Kiyoko Chappe et est plus communément appelé version "pastel". Cette édition reprend les noms et les dialogues de la version française de l'anime. Ainsi le héros s'appelle Sangoku. La version kiosque est rééditée trois fois au total (1996, 2000 et 2003), tandis que la version librairie voit apparaître une variante sous forme de volume double à partir de février 2002. L'édition pastel disparaît fin 2021 des rayons.
Une nouvelle édition française retravaillée et retraduite de zéro par Fédoua Lamodiere est publiée de 2003 à 2008, celle-ci visant à se rapprocher au plus près du texte originale de l'auteur japonais. Cette édition limitée en 21 coffret doubles est rééditée en volume simple à partir du 15 février 2010.
Parallèlement, Glénat édite les 34 kanzenban à partir de février 2009. Cette édition grand format, baptisée Perfect Edition par Glénat (ou Ultimate Edition au japon), propose les planches en couleurs dans une nouvelle pagination en grand format, de nouvelles couvertures dessinées par l'auteur. les derniers correctifs de la traduction utilisée dans l'édition en coffret pour offrir une version française optimale : correction des noms encore erronés, élimination de toute influence japonaise superflue dans la langue française (accents inhabituels, suffixes inexistants...), rectifications de certaines répliques pour un meilleur impact, nombreuses notes ajoutées, police d'écriture adaptée au contexte (narration, dialogue, chuchotement...). De plus, la fin du dernier tome présente une scène n’apparaissant pas dans les précédentes éditions.
| 1. Saga des Dragons Balls : - Arc des Dragon Balls - Arc Tortue Géniale - Arc 21e Tenkaichi - Arc Ruban Rouge - Partie Tour du Muscle - Partie lieutenant Blue - Partie Tao Paï Paï - Partie assaut du Ruban Rouge - Arc Baba le Voyante 2. Saga Piccolo : - Arc 22e Tenkaichi Budokai - Arc Piccolo Daimao - Arc 23e Tenkaichi Budokai 3. Saga des envahisseurs extraterrestres : - Arc Saiyen - Partie Radditz - Partie Nappa - Partie Végéta - Arc Namek - Partie Namek - Partie Commando Ginyu - Partie Freezer 4. Saga des cyborgs : - Arc cyborg - Partie Meca Freezer - Partie C-19, C-20 - Partie C-16, C-17, C-18 - Arc Cell - Partie évolution de Cell - Partie Cell game 5. Saga Boo : - Arc 25e Tenkaichi Budokai - Partie école - Partie tournoi - Partie Babidi - Arc Boo - Partie sur Terre - Partie sur le Kaioshin Kai - Arc End of Z |

| Langue   | Édition                        | Volumes | Statut                             | Date de parution  | Date de fin de parution | Caractéristique                                                                                     | Traduction |
| -------- | ------------------------------ | ------- | ---------------------------------- | ----------------- | ----------------------- | --------------------------------------------------------------------------------------------------- | ---------- |
| Japonais | Simple                         | 42      | Non disponible                     | 10 septembre 1985 | 4 août 1995             | Couverture dessiné par Toriyama et logo « Dragon Ball » en bleu.                                    | Shueisha   |
| Japonais | Simple                         | 42      | En vente                           | 2009              | 2009                    | Réédition avec un nouveau logo « DB » vert fluorescent.                                             | Shueisha   |
| Japonais | Perfect Edition                | 34      | En vente                           | 4 décembre 2002   | 2 avril 2004            | Réédition au format plus grand, avec un papier de qualité supérieur et avec des pages couleurs.     | Shueisha   |
| Japonais | Full Color                     | 32      | En vente                           | 4 février 2013    | 4 mars 2016             | Version entièrement colorisée.                                                                      | Shueisha   |
| Français | Kiosque                        | 85      | Non disponible                     | 15 janvier 1993   | 15 décembre 1999        | Couverture blanche et logo de l'animé. Sens de lecture occidental.                                  | Version 1  |
| Français | Kiosque                        | 85      | Non disponible                     | 1996              | 2003                    | Réédition avec une couverture rouge sans logo.                                                      | Version 1  |
| Français | Kiosque                        | 85      | Non disponible                     | 1999              | 2007                    | Réédition avec une couverture orange et le même logo que les versions doubles.                      | Version 1  |
| Français | Kiosque                        | 85      | Non disponible                     | 2003              | 2007                    | Réédition avec une couverture violette, le logo et le sens de lecture original.                     | Version 1  |
| Français | Simple                         | 42      | En vente jusqu'au 30 novembre 2021 | 24 mai 1993       | 11 novembre 2000        | Première édition, sans les pages de chapitre et un sens de lecture occidental.                      | Version 1  |
| Français | Double                         | 21      | En vente jusqu'au 30 novembre 2021 | 21 mars 2001      | 20 octobre 2004         | Reprend l'édition simple avec deux tome par volume.                                                 | Version 1  |
| Français | Coffret                        | 21      | Non disponible                     | 15 juin 2003      | 10 septembre 2008       | Nouvelle édition, la traduction a été revue pour être plus fidèle aux termes d'origine.             | Version 2  |
| Français | France Loisirs                 | 21      | Non terminé                        | 1er juin 2007     | 1er octobre 2009        | Réédition de la version Coffret en volume simple par France Loisirs.                                | Version 2  |
| Français | Édition originale              | 42      | En vente                           | 15 février 2010   | 24 mai 2013             | Reprise de la version de France Loisirs par Glénat sous le nom Édition originale.                   | Version 2  |
| Français | Roman                          | 14      | Non disponible                     | 27 octobre 2010   | 14 mai 2014             | Retranscription écrite des 17 premiers tomes du manga en 14 volumes par Hachette Jeunesse.          | Version 2  |
| Français | Perfect Edition                | 34      | En vente                           | 18 février 2009   | 21 janvier 2015         | Nouvelle et troisième traduction de l'œuvre, reprenant les ajouts de la Perfect Edition japonaise.  | Version 3  |
| Français | Roman                          | 9       | En vente                           | 3 octobre 2018    | 14 octobre 2020         | Réédition des romans en neuf volume, par Hachette Jeunesse.                                         | Version 3  |
| Français | Édition collector grand format | 34      | En vente                           | 2018              | 2019                    | Reprend la Perfect Edition en grand format avec des nouvelles couvertures, des quiz et des posters. | Version 3  |
| Français | Full Color                     | 32      | En vente                           | 15 mai 2024       |                         | Version entièrement colorisée.                                                                      | Version 3  |

### Séries dérivées
Une adaptation en manga de Dragon Ball : Salut ! Son Gokû et ses amis sont de retour !! écrit par Naho Ōishi, a été publié le 21 mars 2009 et le 21 avril 2009 dans le magazine mensuel japonais V Jump.
Un autre manga dérivé intitulé Dragon Ball SD, également écrit par Naho Ōishi, est publié dans le magazine Saikyō Jump de Shūeisha depuis début 2010. Cinq volumes sont commercialisés en février 2018. La version française est publiée par Glénat depuis novembre 2015. Réalisé en couleur, le manga rescénarise l'histoire du manga original avec des personnages SD et des éléments inédits.
Dragon Ball: Episode of Bardock est un manga en trois chapitres, encore une fois écrit par Naho Ōishi, publié dans le magazine V Jump entre août et octobre 2011. Ce manga est la suite du téléfilm de 1990 intitulé Baddack contre Freezer avec certains changements significatifs. Comme le titre l'indique, le manga relate l'histoire alternative de Bardock / Baddack, le père de Son Goku, qui aurait en fait survécu à l'assaut de Freezer contre la planète des Saiyans, combattant ses ennemis sous la forme d'un Super Saiyan. Le concept de Bardock apparaissant sous la forme de Super Saiyan est basé sur les cartes Dragon Ball Heroes qui le montrent en tant que Super Saiyan.
Dragon Ball SSSS, pour Dragon Ball Saikyō Super Saiyan Secret (également appelé Dragon Ball: Force Project), est un projet développé pour englober les nouvelles adaptations basées sur la série Dragon Ball. C’est un projet lancé par Bandai en collaboration avec les magazines V Jump et Saikyō Jump en novembre 2011.
Un manga dérivé intitulé Dragon Ball – Extra: Comment je me suis réincarné en Yamcha ! (DRAGON　BALL外伝　転生したらヤムチャだった件) est dessiné par Dragon Garow Lee et publié dans le magazine Shōnen Jump+ entre décembre 2016 et août 2017,. Le volume relié est ensuite publié par Shūeisha le 2 novembre 2017 au Japon, et en France le 6 février 2019.

### Séries non officielles
En mai 2008, le scénariste "Salagir" et le dessinateur "Gogeta JR" sortent le premier chapitre de Dragon Ball Multiverse (DBM) en français et en anglais. Depuis, plus d'une centaine de contributeurs sont entrés dans le projet, et les plus de 2 300 planches réparties en 97 chapitres (au mois de janvier 2024) ont été traduites en 36 langues . L'histoire se déroule après l'arc Buu ("La finale contre les Majins") pour poursuivre la fin du manga officiel, et est incompatible avec les événements de Dragon Ball GT et Dragon Ball Super.
Le scénario se base sur la théorie physique des multivers (voir aussi ses aspects fiction) ou univers parallèles, avec une référence assumée à Sliders. Ainsi des légères différences dans les événements de Dragon Ball et Dragon Ball Z créent une bifurcation d'univers : de multiples réalités cohabitent alors en parallèle, élargissant ainsi le principe introduit par le retour dans le temps de Trunks du futur. Par exemple, il existe un univers où Son Goku ne se cogne pas la tête étant enfant (conduisant à l'extermination totale des humains), un autre où Freezer et sa famille ont été éliminés très tot (laissant place aux Sayans), un autre où Trunks n'est jamais retourné dans le futur avec sa machine (laissant place aux cyborgs), ou encore un autre où Buu a réussi à absorber Goku et Vegeta et à gagner (il domine cet univers). Ces univers existent en parallèle de l'univers "canon" du manga (nommé no 18), et de celui de Trunks du futur (nommé no 12). L'intrigue principale tourne, dès le début du manga, autour d'un tournoi d'arts martiaux organisé entre ces différents univers. Les planches du manga alternent entre les péripéties de ce tournoi et des apartés pour décrire les différents univers, comment ils sont apparus, et comment ils ont évolué jusqu'au tournoi. Ce manga a reçu un succès critique en France et à l'international,.

## Anime
L'adaptation du manga en anime se divise en deux parties distinctes : Dragon Ball s'intéresse à la jeunesse du personnage principal tandis que Dragon Ball Z s'intéresse à ce qui suivra la naissance de son fils, Goku y reste un personnage de premier plan, souvent à l'origine du dénouement par ailleurs. Si la première a une tonalité globale rocambolesque et loufoque (en dépit de moments tragiques), la seconde, en revanche, met l'accent sur des combats aux enjeux croissants et le développement psychologique des différents protagonistes, ne conservant que de très occasionnelles pauses humoristiques. Il existe quatre autres animes se déroulant dans le même univers : Dragon Ball GT, une suite alternative, Dragon Ball Z Kai, une version remasterisée de Dragon Ball Z expurgée des longueurs et des passages qui ne figurent pas dans le manga original (faisant passer le nombre d'épisodes de 291 à 167), Dragon Ball Super, une suite directe au manga, et Super Dragon Ball Heroes qui ne rentre pas dans la continuité avec le manga original.
En France, l'adaptation en série animée, en particulier la deuxième partie, Dragon Ball Z, suscite la controverse. La violence omniprésente dans cette série et quelques autres (Les Chevaliers du Zodiaque, Nicky Larson, et surtout Ken le Survivant) fait débat, alors que celles-ci sont diffusées dans une émission destinée aux enfants, le Club Dorothée sur TF1 — de 1988 à 1994 pour Dragon Ball et de 1990 à 1996 pour Dragon Ball Z (au Japon, la série est plus orientée vers un public adolescent). Dans une moindre mesure, la polémique se poursuit avec la traduction du manga.

### Séries télévisées

Logotype de Dragon Ball Z Kai.

- 1986-1989 : Dragon Ball (Daisuke Nishio, 153 épisodes)
- 1989-1996 : Dragon Ball Z (Daisuke Nishio, Shigeyasu Yamauchi, 291 épisodes)
- 1996-1997 : Dragon Ball GT (Osamu Kasai, 64 épisodes)
- 2009-2011 et 2014-2015 : Dragon Ball Z Kai (Yashuhiro Nowata, 167 épisodes)
- 2015-2018 : Dragon Ball Super (Kimitoshi Chioka, 131 épisodes)
- 2019-2024 : Super Dragon Ball Heroes (Kimitoshi Chioka, 56 épisodes)
- 2024-2025 : Dragon Ball Daima (Aya Komaki et Yoshitaka Yashima, 20 épisodes)

### Films d'animation
Parallèlement à la diffusion de l'anime, Dragon Ball est adapté au cinéma dès décembre 1986. Ces films sont généralement des moyens-métrages d'une cinquantaine de minutes, qui sortent dans le cadre des Toeï Anime Fair semestriels. Ces films s'insèrent difficilement dans la continuité de l'intrigue de la série classique et mettent en scène de nouveaux ennemis. Entre 1986 et juillet 1995, ce sont trois films de Dragon Ball et treize films de Dragon Ball Z qui sont réalisés, suivis par un film anniversaire de Dragon Ball, au graphisme modernisé, en 1996. En France et en Belgique, ces films sont directement édités en vidéo, à l'exception des quatre derniers de la saga Dragon Ball Z, réunis en deux longs métrages sortis en salles en 1995 et 1996 et distribués par AB Productions, société responsable de la diffusion de l’anime dans le Club Dorothée.
Le film intitulé en français Broly le super guerrier est le huitième OAV de la licence Dragon Ball Z. Dans ce film d'animation diffusé en 1993, Son Goku et la Z team affrontent Paragus et son fils Broly : deux Saïyens rescapés.
À la télévision, trois téléfilms sont réalisés pour la chaîne Fuji TV : L'Histoire de Trunks, Baddack contre Freezer et Cent ans après. La société Bandaï produit également une OAV, pour clore le jeu vidéo Dragon Ball Z : Le Plan d'anéantissement des Saïyens (1993). À l'occasion des quarante ans du Weekly Shōnen Jump, la Shūeisha a concocté un nouveau film de Dragon Ball intitulé Dragon Ball : Salut ! Son Gokû et ses amis sont de retour !! diffusé sur le site officiel de la Shūeisha fin novembre 2008.
En juillet 2012, la Shūeisha annonce dans le Weekly Shōnen Jump un nouveau film Dragon Ball, nommé Dragon Ball Z: Battle of Gods et réalisé par Hiroshima Hosoda, pour une sortie le 30 mars 2013 au Japon. L'intrigue se situe avant les évènements de Dragon Ball GT. Pour la première fois Akira Toriyama est totalement impliqué dans l'écriture du scénario ainsi qu'à la réalisation du film, et non plus en tant que consultant ou character designer comme il en avait l'habitude lors des précédents projets. Il déclare alors dans un message venant confirmer sa participation lors de l'annonce du film dans le Weekly Shōnen Jump[réf. nécessaire] :

« C’est rare, ou devrais-je plutôt dire la première fois, que je sois autant impliqué dans l’écriture d’un film d’animation. Comme ça fait longtemps, j’ai déjà oublié un tas de choses, mais en tant que créateur et auteur de l'œuvre originale, j’ai rapidement pu me remettre dans le bain. Pour ce film, nous avons ajouté une touche de modernité, mais en prenant soin de laisser l’atmosphère originale intacte. Je pense donc qu’on va bien s’amuser, comme à l’époque. »

Akira Toriyama est également aux commandes du film Dragon Ball Z : La Résurrection de ‘F’, sorti en avril 2015.
En décembre 2017, lors de la Jump Festa, il est annoncé qu'un vingtième film Dragon Ball arrivera dans les salles japonaises fin 2018. Intitulé Dragon Ball Super: Broly, il est sorti le 14 décembre 2018. Le film se déroule après les événements de Dragon Ball Super et raconte les origines de la puissance des Saiyans et marque le retour de Broly, cette fois-ci avec son père Paragus. L'intrigue se poursuit dans le film Dragon Ball Super: Super Hero en 2022.

## Filmslive

### Officiels
En mars 2002, la compagnie 20th Century Fox acquiert les droits des films adaptés de la franchise Dragon Ball et débute la réalisation d'un film live intitulé Dragonball Evolution. Ben Ramsey est engagé pour écrire le scénario basé sur Dragon Ball Z. Réalisé par James Wong et Stephen Chow, le film est commercialisé aux États-Unis le 10 avril 2009. Le film est néanmoins un échec tant du point de vue des critiques que des fans de la série animée d'origine ; les revenus au box-office ont été estimés à 57 millions de dollars.
L'histoire ne respecte pas le manga : ainsi, dans le film, les Dragon Balls ont été créés par 7 sages pour contrer le démon Piccolo, ce dernier étant accompagné d'un Oozaru ; Goku est lycéen, Tortue Géniale a des cheveux courts et noirs et n'a pas de barbe. La qualité extrêmement faible de cette adaptation, aux effets spéciaux bas de gamme et au scénario dénaturant l'esprit du manga originel, ont suscité la colère de la communauté des fans et d'abondantes moqueries, comme sur le site français Nanarland ou sur la chaîne YouTube des critiques français Sébastien Rassiat et Frédéric Molas, alias « Le Joueur du Grenier ».

### Non-officiels
Un film intitulé Dragon Ball, le film : La Légende des sept boules de cristal, adapté de la série Dragon Ball, a été diffusé à Taïwan en 1989. Le scénario met en scène un groupe mené par Son Goku tentant d'arrêter le maléfique Roi Cornu avant que celui-ci utilise les sept boules de cristal dans le but de dominer le monde. En décembre 1990, la version coréenne non officielle intitulée Dragon Ball est diffusée. Le film met en avant l'histoire originale de Dragon Ball tout en se basant sur le scénario de Dragon Ball, le film : La Légende des sept boules de cristal. Cette adaptation sans licence et à faible budget, très éloignée de sa source, est de piètre qualité ; sa relative popularité en France est principalement due à sa recension sur le site de critiques sarcastiques Nanarland.
Des projets amateurs ont également vu le jour de 2012 jusqu'à maintenant, grâce à la popularité de plates-formes telles que YouTube et de la démocratisation des logiciels d'effets spéciaux. Certains de ces courts métrages ainsi réalisés ont parfois été jugés beaucoup plus convaincants que les films « officiels » par les fans du manga :
- Dragon Ball Z: Saiyan Saga (2012) : une courte vidéo de 5 minutes produite par K&K Productions et basée sur la saga des Saiyans. La vidéo ayant été visionnée plus de 10 millions de fois sur YouTube et ayant connu un accueil très favorable des fans de la série, la société K&K a été contactée par la Toei en vue d'une éventuelle production de plus grande ampleur[48].
- Dragon Ball Z: Light of Hope (2015) : il s'agit d'une série financée par les fans et produite par l'association RobotUnderDog[49], épisode par épisode, fondée sur l'histoire du Trunks du futur. L'accueil critique a été particulièrement chaleureux, permettant la réalisation de trois épisodes, et d'autres sont en projet. Cette adaptation est sans doute celle dont les combats collent le plus au rythme de l'anime : les effets spéciaux ont été considérés par la critique comme extrêmement convaincants, et bien plus crédibles que ceux du film Dragon Ball Evolution[50]. Fin 2015 l'épisode pilote avait été visionné plus de 20 millions de fois sur YouTube.
- Dragon Ball: The Fall of Men (2015) : un court-métrage réalisé par une équipe de fans français et diffusé sur YouTube, basé sur une adaptation libre de la saga du Trunks du futur (tourné en France avec des acteurs européens). Cette version a comptabilisé plus d'un million de vues et s'est attiré des critiques élogieuses dans la presse[51], ainsi que le soutien appuyé du célèbre auteur de comics américain Stan Lee[52].

## Autres médias
Outre les jeux vidéo, Dragon Ball est aussi décliné en une multitude de produits, à partir de la diffusion japonaise de l'anime, en 1986. De nombreuses séries de cartes à collectionner sont éditées (Carddass, cartes à collectionner, etc.), ainsi que de nombreux modèles de figurines (Chara Puchi, etc.). L'univers de Dragon Ball est également adapté pour des jeux de société, des jeux de combats, des casquettes, des vêtements, des sets de table, des peluches, mais aussi des bonbons et snacks.

### Jeux vidéo
Dragon Ball est la source de nombreuses conversions vidéoludiques sur toutes les générations de consoles de jeux. Ils sont pour la plupart des jeux de combat et d'aventures. Suivant généralement la trame du manga, il arrive que certains jeux apportent des aventures inédites : en 1993, Dragon Ball Z Gaiden, uniquement commercialisé au Japon, apporte en bonus deux OAV inédits en plus du jeu lui-même (cf. Dragon Ball Z : Le Plan d'anéantissement des Saïyens). Ces OAV seront en bonus remasterisés plus tard dans Dragon Ball: Raging Blast 2 en 2010. Certains jeux tel que la serie des Budokai ou Dragon Ball Sparking Zero !, proposent des histoires alternatives dans des What if.

### Artbooks
Il existe deux séries d'artbooks. La première s'intitule Dragon Ball – The Complete Illustrations, initialement commercialisée au Japon en 1995 qui a été traduite et imprimée aux États-Unis par VIZ Media en 2008. Elle contient toutes les 264 illustrations à colorier d'Akira Toriyama qui ont été publiées en couverture dans le magazine Weekly Shōnen Jump, des bonus et les couvertures des 42 tomes. Elle inclut également une entrevue avec Akira Toriyama sur ses travaux. Au Japon, elle a été commercialisée en sept volumes. Sa traduction, intitulée Le Grand livre de Dragon Ball  (ISBN 978-2-7234-2252-9), est commercialisée en France en octobre 1996.
L'autre est intitulée Dragon Ball GT – Perfect Files, commercialisée en mai 1997 et décembre 1997 par Jump Comics Selection de Shueisha. Elle inclut des informations concernant l'œuvre, des galeries d'illustration et plus encore. Elles ont été publiées depuis de nombreuses années[évasif] et de nouveau en avril 2006,.

### Guides
- Guides sur le manga
  - Dragon Ball Daizenshū 2 Story Guide (Dragon Ball 大全集 2 Story Guide, Dragon Ball Daizenshū 2 Story Guide?) sorti au Japon le 9 août 1995[58]
  - Dragon Ball Daizenshū 3 TV Animation part 1 (Dragon Ball 大全集 3 TV Animation part 1, Dragon Ball Daizenshū 3 TV Animation part 1?) sorti au Japon le 9 septembre 1995[59]
  - Dragon Ball Daizenshū 4 World Guide (Dragon Ball 大全集 4 World Guide, Dragon Ball Daizenshū 4 World Guide?) sorti au Japon le 9 octobre 1995[60]
  - Dragon Ball Daizenshū 5 TV Animation part 2 (Dragon Ball 大全集 5 TV Animation part 2, Dragon Ball Daizenshū 5 TV Animation part 2?) sorti au Japon le 1er novembre 1995[61]
  - Dragon Ball Daizenshū 6 Movies & TV Specials (Dragon Ball 大全集 6 Movies & TV Specials, Dragon Ball Daizenshū 6 Movies & TV Specials?) sorti au Japon le 9 décembre 1995[62]
  - Dragon Ball Daizenshū Extra Carddass Perfect File Part 1 (?) sorti au Japon le 18 février 1996[63]
  - Dragon Ball Daizenshū 7 Dragon Ball Daijiten (Dragon Ball 大全集 7 Dragon Ball 大事典, Dragon Ball Daizenshū 7 Dragon Ball Daijiten?) sorti au Japon le 25 février 1996[64]
  - Dragon Ball Daizenshū Extra Carddass Perfect File Part 2 (?) sorti au Japon le 19 avril 1996[65]
  - Dragon Ball Daizenshū Supplemental TV Animation Part 3 (?) sorti au Japon le 18 août 1996[66]
  - Le Dictionnaire de Dragon Ball  (ISBN 978-2-7234-2945-0) sorti en France en novembre 1999[67]
  - Dragonball Z (Dragonball Z 孫悟空伝説?)  (ISBN 4-08-873546-3) sorti au Japon le 3 octobre 2003[68]
  - Dragonball Landmark (Dragonball　Landmark　少年編～フリーザ編?)  (ISBN 4-08-873478-5) sorti au Japon le 19 décembre 2003[69]
  - Dragonball Forever (Dragonball　Forever　人造人間編～魔人ブウ編?)  (ISBN 4-08-873702-4) sorti au Japon le 30 avril 2004[70]
  - Dragon Ball (Dragonball ～天下一伝説～?)  (ISBN 4-08-873705-9) sorti au Japon le 2 juillet 2004[71]
- Guides sur les jeux vidéo
  - Dragon Ball Raging Blast  (ISBN 978-4-08-779527-1) sorti au Japon le 12 novembre 2009[72]
  - Dragon Ball Raging Blast 2  (ISBN 978-4-08-779574-5) sorti au Japon le 11 novembre 2010[73]

### Anime comics

Logo de la première partie des anime comics japonais de Dragon Ball Z.

Une nouvelle collection de bande dessinée, nommée Dragon Ball Z, a été lancée par Shūeisha en novembre 2005, et s'est achevée en juillet 2010. Elle reprend des images de la série animée, montées en cases tel un manga. Dans la mesure du possible, l'anime comics reprend souvent exactement les positions et angles de vue de chaque case du manga. Des passages sont rajoutés ou légèrement modifiés pour la série télévisée qui ne sont pas présents dans l'œuvre originale. La répartition par chapitres est plus espacée, il y en a trois ou quatre par volume contre une dizaine pour le manga. La série a été répartie en arcs pour son adaptation en anime comics, il n'y a donc pas de titres pour les volumes, seulement le nom de l'arc exploré et le numéro du volume concernant cette partie.
En France, cette collection a été lancée en avril 2008 par Glénat. Les sept premières parties ont été éditées en intégralité. Pour une plus grande cohérence entre ce format et le manga, la même traductrice a été mise à contribution.

## Accueil
| Pays                    | Éditeur                                    | Ventes       | Date | Ref     |
| ----------------------- | ------------------------------------------ | ------------ | ---- | ------- |
| Japon                   | Shueisha                                   | 160 000 000  | 2016 | ,       |
| Hors du Japon (15 pays) |                                            | 119 603 554  |      |         |
| France                  | Glénat                                     | 30 000 000   | 2017 | ,       |
| Corée du Sud            | Seoul Cultural Publishers                  | 20 000 000+  | 2009 | ,       |
| Espagne                 | Planeta DeAgostini                         | 20 000 000   | 2013 | [ 86 ]  |
| Italie                  | Star Comics                                | 12 000 000   | 2017 | ,       |
| Chine                   | China Children's Press & Publication Group | 10 000 000+  | 2013 | ,       |
| Allemagne               | Carlsen Verlag                             | 8 000 000+   | 2015 | ,       |
| Hong Kong               | Culturecom                                 | 7 560 000    | 2004 | [ 97 ]  |
| Brésil                  | Conrad Editora                             | 6 000 000    | 2002 | [ 98 ]  |
| États-Unis              | Viz Media                                  | 2 185 000+   | 2016 | [ 99 ]  |
| Danemark                | Carlsen Verlag                             | 1 500 000+   | 2007 | ,       |
| Suède                   | Bonnier Carlsen                            | 1 300 000    | 2006 | [ 101 ] |
| Finlande                | Sangatsu Manga                             | 500 000      | 2009 | ,       |
| Pologne                 | Japonica Polonica Fantastica               | 420 000+     | 2008 | [ 104 ] |
| Royaume-Uni             | Gollancz / Viz Media                       | 78 554       | 2010 | [ 105 ] |
| Viêt Nam                | Kim Đồng Publishing House                  | 60 000+      | 2009 | [ 106 ] |
| Monde                   |                                            | 279 603 554+ |      |         |

Lors de la création de la série, Akira Toriyama travaille pour l'éditeur Shūeisha. La prépublication de Dragon Ball débute le 20 novembre 1984 dans le no 51 de la revue japonaise Weekly Shōnen Jump. Le caractère authentique des personnages et l'atmosphère pittoresque contribuent au succès considérable de ce récit. C'est en septembre 1985 que sort le premier tankōbon, et une adaptation télévisée de la série apparaît sur Fuji TV le 26 février 1986. Rapidement, Son Goku devient la vedette de spots publicitaires et Akira Toriyama est invité dans bon nombre d'émissions télévisées japonaises. Cependant, n'existant plus que par et pour Dragon Ball, Toriyama étouffe. Pour pouvoir s'échapper de ses obligations, l'auteur dessine quelques courts récits parallèles à l'univers de Dragon Ball. Mais ces récits sont de plus en plus difficiles à réaliser. Le temps manque et, malgré l'aide de ses collaborateurs du Studio Bird, Toriyama est obligé de se consacrer exclusivement aux aventures de Son Goku. Toriyama décide de mettre fin à sa série après cinq ans de succès. Il commence par vieillir les personnages et leur fait vivre une ultime aventure où ils combattent le Mal incarné sous la forme du démon Piccolo Daimaô. Mais Shūeisha, l'éditeur de Dragon Ball, refuse l'arrêt de la série. Toriyama finit par céder à la pression et conçoit une suite, mais celle-ci n'est pas produite suffisamment vite pour que Toeï Animation, producteur de la série animée Dragon Ball, en réalise l'adaptation. La série Dragon Ball s'arrête au 153e épisode et une nouvelle série intitulée Dragon Ball Z commence le 26 avril 1989, toujours sur Fuji TV. Grâce au tournant Dragon Ball Z, le manga connait un succès phénoménal et confère à Toriyama une notoriété internationale. La série évolue et on constate qu'entre les animes Dragon Ball et Dragon Ball Z, l'approche est radicalement différente : Dragon Ball, racontant la jeunesse de Son Goku, présente un ton essentiellement léger et loufoque (en dépit de moments tragiques), tandis que Dragon Ball Z, mettant en scène Son Goku adulte et père de famille, se focalise plus sur une surenchère de combats spectaculaires, la dimension humoristique étant désormais cantonnée à de brefs intermèdes.
Malgré ce succès, Toriyama n'en est pas moins lassé des aventures de ses héros. Ainsi, il alourdit les intrigues, faisant de l'arc Freezer le plus lent de la saga Dragon Ball. La série chute peu à peu dans les sondages. Toriyama lance en parallèle une nouvelle série, Cashman, mais celle-ci est loin de connaître le succès de Dragon Ball. L'auteur retrouve un second souffle et la série aussi : l'arc des cyborgs de l'armée du Ruban rouge est un des plus complexes et des plus réussis. Mais à nouveau la créativité connaît un déclin, tandis qu'il reprend les mêmes schémas narratifs d'un arc à l'autre, puis introduit des concepts de plus en plus extravagants et incongrus lors de l'arc final. En 1992, Toriyama songe à conclure Dragon Ball à l'issue du combat contre Cell mais l'échec éditorial de Cashman le décide de nouveau à poursuivre les aventures de Son Goku. Finalement, Toriyama mène Dragon Ball tambour battant jusqu'en mai 1995. La prépublication du manga se termine dans le no 25 Weekly Shōnen Jump. Le quarante-deuxième et dernier volume relié du manga sort en août 1995.
La saga Dragon Ball a été le premier grand succès commercial et le premier succès planétaire du manga. Dragon Ball a été traduit dans un grand nombre de langues, notamment en coréen, italien, chinois, français, catalan et espagnol. Les anglophones ont été les derniers à découvrir le manga. Selon Olivier Richard, auteur d'une biographie d'Akira Toriyama, Dragon Ball est le « symbole du triomphe international de la bande dessinée japonaise ». Le journal Le Figaro précise que Dragon Ball fait office de titre historique trente ans après sa création et demeure « l'une des plus grandes épopées de la bande dessinée, un véritable mythe moderne, le Star Wars du manga », selon les propos d'Olivier Richard. C'est néanmoins grâce au très grand succès de la série télévisée Dragon Ball Z que Toriyama a acquis une énorme renommée internationale. À l'image de Star Wars, l'univers de Dragon Ball est la source d'inspiration de nombreuses créations dérivées, à caractère professionnel ou amateur, allant de la fan fiction au film live,, en passant par de nombreux dōjinshi,.
Le succès international de Dragon Ball a permis à Akira Toriyama de devenir l'un des mangakas les mieux payés du Japon. Selon le critique Daizaburo Okumoto, le style original et immédiatement reconnaissable de Toriyama dans la façon de faire se mouvoir des animaux à la manière d'humains est unique. De plus, un grand nombre de mangakas de la génération ultérieure ont été inspirés à des degrés divers par Dragon Ball ou Akira Toriyama de manière générale. C'est ainsi qu'Eiichirō Oda, Masashi Kishimoto ou encore Hiro Mashima ont laissé entendre qu'ils étaient fans de l'œuvre de Toriyama,.
En 2007, les Japonais le classent « troisième meilleur manga de tous les temps » à l'occasion du dixième anniversaire du Japan Media Arts Festival (organisé par l'agence pour les Affaires culturelles), derrière Slam Dunk et JoJo's Bizarre Adventure. Pour le quarantième anniversaire du Festival international de la bande dessinée d'Angoulême en janvier 2013, Akira Toriyama reçoit un prix honorifique après être pourtant arrivé en tête du vote des auteurs concernant le Grand prix de la ville d'Angoulême ; cela provoque une polémique lors du palmarès,, car l’Académie devait choisir son lauréat en tenant compte du vote. En 2018, à l'occasion des 48 heures de la bande dessinée, la Maison de la BD à Blois organise une série de manifestations autour de la genèse de Dragon Ball.
Au total, ce sont plus de 260 millions d'exemplaires à travers le monde, dont 28 millions en France qui se sont écoulés, en faisant l'un des plus grands succès de l'histoire de la bande dessinée dans ce pays,,, dépassant notamment les 225 millions totalisés par les 24 tomes que comptent Les Aventures de Tintin.
| Chiffres de ventes pour le manga en France | Chiffres de ventes pour le manga en France | source  |
| ------------------------------------------ | ------------------------------------------ | ------- |
| 2005, volume de ventes annuel              | 1 516 259 exemplaires                      |         |
| 2007, volume de ventes annuel              | 920 249 exemplaires                        |         |
| 2008, volume de ventes annuel              | 878 807 exemplaires                        |         |
| 2009, volume de ventes annuel              | 734 320 exemplaires                        |         |
| 2010, volume de ventes annuel              | 574 965 exemplaires                        |         |
| 2011, volume de ventes annuel              | 354 901 exemplaires                        |         |
| 2017, volume de ventes annuel              | 445 000 exemplaires                        |         |
| Volume des ventes annuelles en 2021        | 1 867 934 exemplaires                      |         |
| Diffusion cumulée à partir de 2004         | 10 millions d'exemplaires                  |         |
| Diffusion cumulée à partir de 2012         | 20 millions d'exemplaires                  |         |
| Diffusion cumulée à partir de 2022         | 26 millions d'exemplaires                  |         |
| Diffusion cumulée à partir de 2023         | 28 millions d'exemplaires                  | [ 125 ] |

## Historique des logos
Bien qu'ayant un logo identifiable, la franchise Dragon Ball n'a jamais possédé de logo officiel unique, comme cela est le cas pour les licence plus moderne. En effet, dans les années 1980 la plupart des mangas avaient leur logo écrit en kanji (Dragon Ball faisant figure d’exception). L'internationalisation du manga et la diversification médiatique sont à l'origine  de la création de logo varié. Ce n'est qu'a la fin de la publication de Dragon Ball (en 1995) que l'éditeur Shueisha commença réellement à penser les logo comme marque franchise pour ces shonen ciblé pour le marché international. One Piece et Hunter x Hunter en sont les premier exemple en 1996 et 1997.

Logo original du manga Dragon Ball
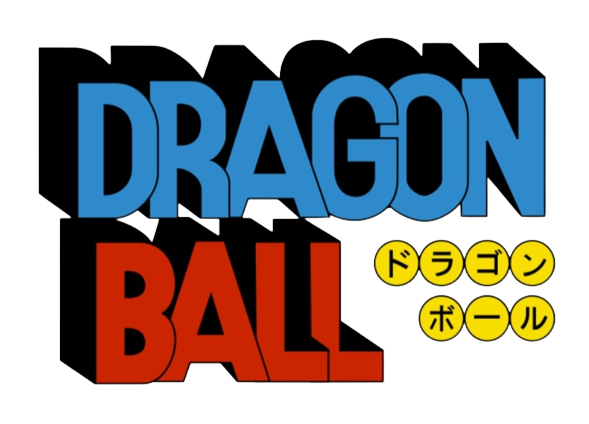
Logo de l'animé Dragon  Ball
Logo de l'anime Dragon Ball Z
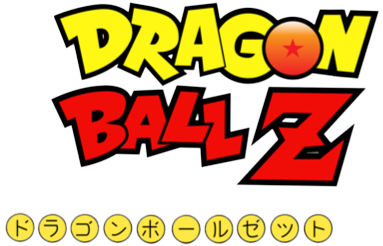
Un des logos présents sur les  jeux vidéo Dragon Ball  des années 1990
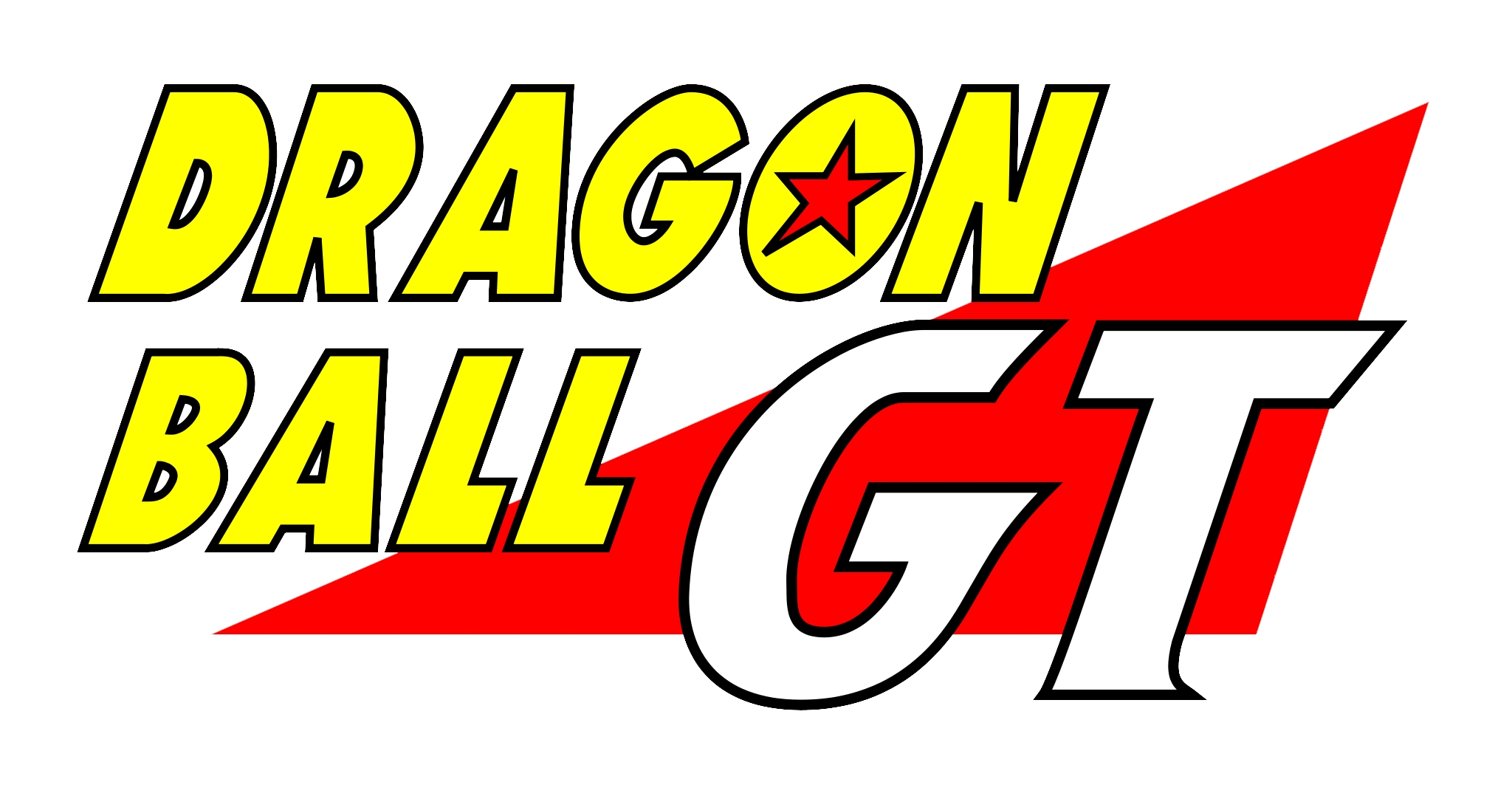
Logo de l'anime Dragon Ball GT
Logo du manga Dragon Ball en version Perfect
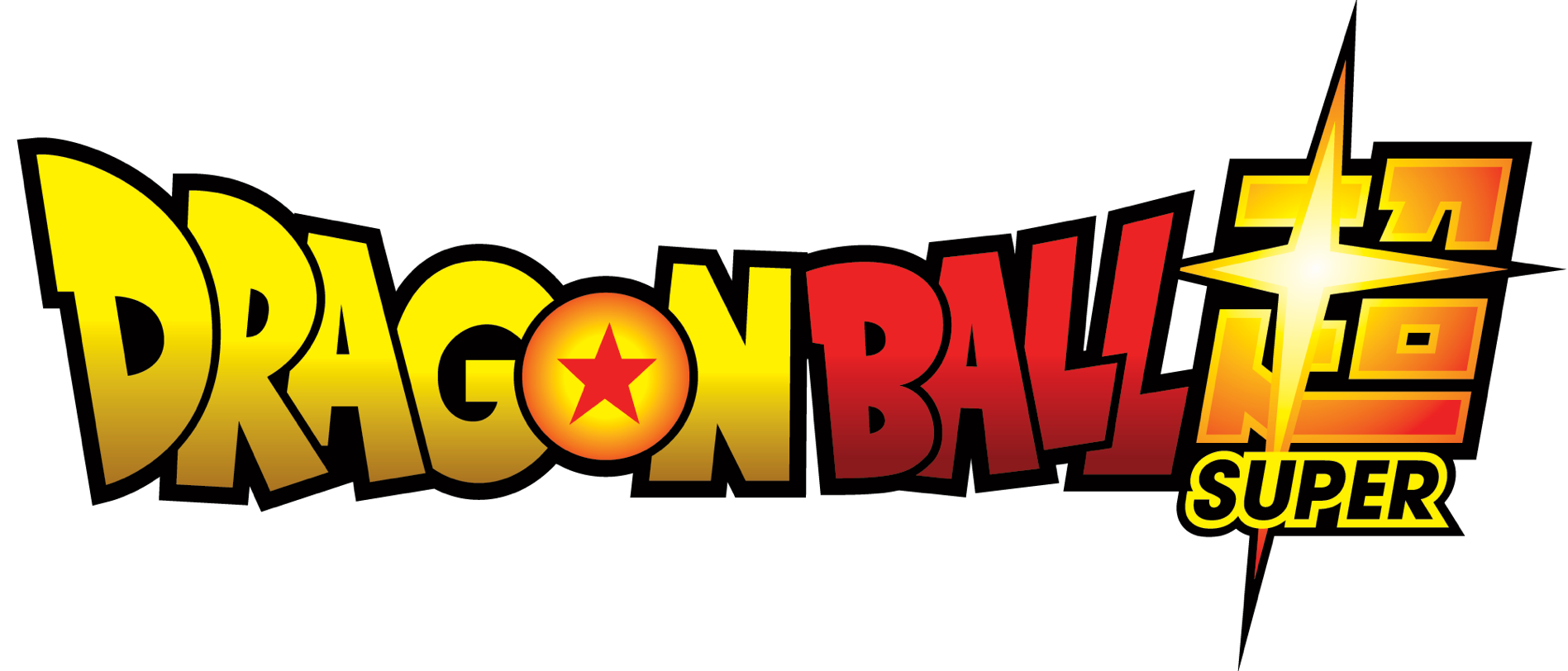
Logo de l'anime Dragon Ball Super